# دارا بيرنبوم
دارا بيرنبوم (بالإنجليزية: Dara Birnbaum)‏ هي فنانة أمريكية، ولدت في 1946 في نيويورك في الولايات المتحدة.

## وصلات خارجية
- دارا بيرنبوم على موقع ميوزك برينز (الإنجليزية)
- دارا بيرنبوم على موقع ديسكوغز (الإنجليزية)